# تیم ملی فوتبال زنان لیتوانی
تیم ملی فوتبال زنان لیتوانی نماینده لیتوانی در مسابقات ببن‌المللی فوتبال زنان است و تحت نظارت فدراسیون فوتبال لیتوانی، نهاد حاکم بر فوتبال در لیتوانی قرار دارد.

## موفقیت‌های اخیر
در ماه آوریل ۲۰۲۱، در طی مسابقات بین‌المللی دوستانه زنان ارمنستان، لیتوانی با پیروزی ۷ بر ۱ در برابر لبنان به پیروزی چشمگیری دست یافت. این پیروزی رکورد جدید ملی برای تعداد گل‌های زده شده در یک مسابقه به ثبت رساند.

## افتخارات
جام بالتیک زنان
- قهرمان (۵): ۱۹۹۶، ۱۹۸۷، ۲۰۰۷، ۲۰۱۵، ۲۰۲۱

مسابقات ببن‌المللی دوستانه زنان ارمنستان
- قهرمان: ۲۰۲۱